# Munna kerguelensis
Munna kerguelensis là một loài chân đều trong họ Munnidae. Loài này được Kussakin & Vasina miêu tả khoa học năm 1982.